# Trofeo Matteotti 2017
Il Trofeo Matteotti 2017, settantesima edizione della corsa e valevole come evento dell'UCI Europe Tour 2017 e della Ciclismo Cup 2017 categoria 1.1, si svolse il 16 luglio 2017 su un percorso di 188,5 km, con partenza e arrivo a Pescara, in Italia. La vittoria fu appannaggio del russo Sergej Šilov, il quale completò il percorso in 4h47'17", alla media di 39,369 km/h, precedendo gli italiani Manuel Belletti e Marco Canola.
Sul traguardo di Pescara 64 ciclisti, su 97 partenti, portarono a termine la competizione.

## Squadre e corridori partecipanti
| N.    | Cod. | Squadra                       |
| ----- | ---- | ----------------------------- |
| 1-8   | BRD  | Bardiani CSF                  |
| 11-18 | WIL  | Wilier Triestina-Selle Italia |
| 21-28 | ANS  | Androni-Sidermec-Bottecchia   |
| 31-38 | GAZ  | Gazprom-RusVelo               |
| 41-48 | NIP  | Nippo-Vini Fantini            |
| 51-58 | ITA  | Italia                        |
| 61-68 | GME  | GM Europa Ovini               |

| N.      | Cod. | Squadra                   |
| ------- | ---- | ------------------------- |
| 71-78   | AZT  | d'Amico Utensilnord       |
| 81-88   | SAN  | Sangemini-MG.K Vis        |
| 93-98   | LOK  | Lokosphinx                |
| 101-108 | HAC  | Hrinkow Advarics Cycleang |
| 112-116 | CYC  | 0711/Cycling              |
| 121-128 | AMO  | Amore & Vita-Selle SMP    |

## Ordine d'arrivo (Top 10)
| Pos. | Corridore           | Squadra      | Tempo    |
| ---- | ------------------- | ------------ | -------- |
| 1    | Sergej Šilov        | Lokosphinx   | 4h47'17" |
| 2    | Manuel Belletti     | Wilier       | s.t.     |
| 3    | Marco Canola        | Nippo        | s.t.     |
| 4    | Paolo Totò          | Sangemini    | s.t.     |
| 5    | Andrea Palini       | Androni      | s.t.     |
| 6    | Nicola Toffali      | 0711/Cycling | s.t.     |
| 7    | Antonino Parrinello | GM Europa    | s.t.     |
| 8    | Nicola Gaffurini    | Sangemini    | s.t.     |
| 9    | Simone Velasco      | Bardiani     | s.t.     |
| 10   | Dmitry Strakhov     | Lokosphinx   | s.t.     |